# Isham G. Harris

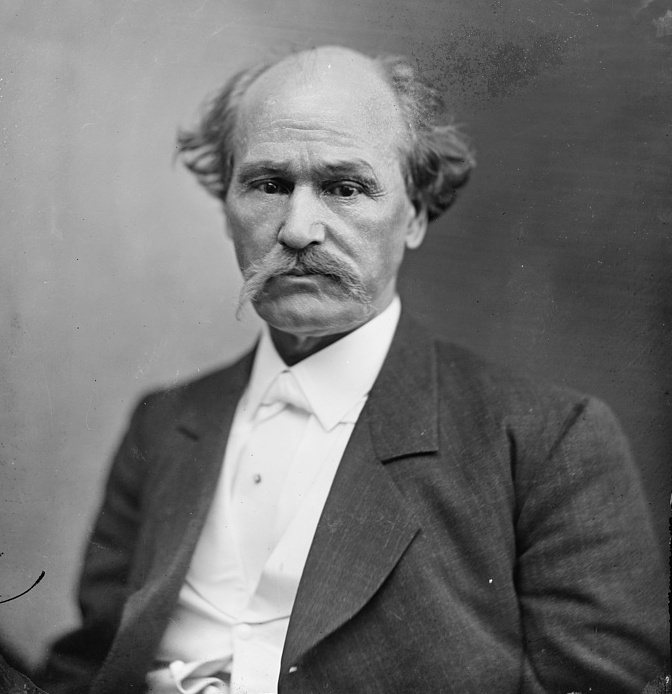
Isham G. Harris

Isham Green Harris (* 10. Februar 1818 im Franklin County, Tennessee; † 8. Juli 1897 in Washington, D.C.) war ein US-amerikanischer Politiker und der 18. Gouverneur von Tennessee. Außerdem vertrat er diesen Bundesstaat in beiden Kammern des Kongresses.

## Frühe Jahre
Der junge Harris zog 1832 nach Paris im Henry County. Dort war er bei einer Handelsniederlassung angestellt. Später entschied er sich zu einem Jurastudium und wurde 1841 als Rechtsanwalt zugelassen. Ab 1847 war er politisch aktiv. In diesem Jahr wurde er als Vertreter der Demokratischen Partei in den Senat von Tennessee gewählt. Bereits ein Jahr später hatte er den Sprung in den Kongress nach Washington geschafft. Seinen Sitz im Repräsentantenhaus hatte er von 1849 bis 1853 inne. Die folgenden Jahre bis 1857 verbrachte er in Memphis als Rechtsanwalt. 1857 wurde er von seiner Partei für das Amt des Gouverneurs von Tennessee nominiert.

## Gouverneur von Tennessee
Harris gewann nicht nur die Wahl von 1857 mit 54,3 Prozent der Stimmen gegen Robert H. Hatton von der American Party, sondern schaffte es auch, 1859 und 1861 jeweils bestätigt zu werden. Seine gesamte Amtszeit war bestimmt von dem nationalen Konflikt zwischen den Nord- und den Südstaaten, der noch während seiner Amtszeit im Bürgerkrieg eskalieren sollte. Harris war ein Anhänger des Südens; als solcher stimmte er 1861 für den Anschluss seines Staates an die Konföderation. Dieses Thema war in Tennessee heftig umstritten. Der Osten des Staates drohte mit Abspaltung, Harris konnte dies aber verhindern. Als Präsident Abraham Lincoln nach dem Kriegsausbruch auch Tennessee, das zu jener Zeit die Union noch nicht verlassen hatte, um militärische Unterstützung bat, lehnte Harris ab. Er wollte nicht einen Mann zur Unterstützung der Union abstellen, aber tausende zur Verteidigung des Südens. Damit waren die Fronten geklärt. Tennessee schloss sich der Konföderation an und stellte 100.000 Soldaten. Harris blieb Gouverneur, musste aber bereits 1862 fliehen, als die Truppen der Union große Teile des Landes besetzten. Lincoln setzte den früheren Gouverneur Andrew Johnson als Militärgouverneur von Tennessee ein.

## Im Bürgerkrieg
Nach seiner Vertreibung als Gouverneur schloss sich Harris der Südstaatenarmee an und diente als Stabsoffizier einigen führenden Generälen wie z. B. Albert S. Johnston, Braxton Bragg, John Bell Hood, Joseph E. Johnston oder P. G. T. Beauregard. General Albert Johnston starb sogar in seinen Armen. Während der letzten drei Kriegsjahre war Harris an vielen Gefechten im westlichen Bereich der Konföderation beteiligt, vor allem im Raum des westlichen Tennessee. Im Norden hatte man inzwischen eine Prämie für seine Ergreifung ausgesetzt, weil man ihm Hochverrat vorwarf. Nach der Kapitulation des Südens im April 1865 floh er aus Furcht vor Bestrafung über Mexiko nach England und kehrte erst 1867 mit Erlaubnis der Regierung in die USA zurück, die ihn amnestiert hatte.

## Nachkriegsjahre und Tod
Nach seiner Rückkehr war er zunächst wieder als Rechtsanwalt tätig. 1877 kehrte er als Senator für Tennessee in den Kongress zurück. Dieses Mandat behielt er bis zu seinem Tod. Er war in mehreren Ausschüssen vertreten und amtierte zeitweise sogar als Senatspräsident pro tempore.
Isham Harris starb am 8. Juli 1897. Er war mit Martha Maria Travis verheiratet; das Paar hatte acht Kinder.